# Gare d’Aix-en-Provence
Gare d’Aix-en-Provence – stacja kolejowa w Aix-en-Provence, w regionie Prowansja-Alpy-Lazurowe Wybrzeże, we Francji. Znajdują się tu 3 perony.